# Михаил Фрунзе
Михаил Василевич Фрунзе (партиен псевдоним: Арсений Трифонич, литературни псевдоними: Сергей Петров, А. Шуйский, М. Мирский) е сред най-големите военачалници в Червената армия по време на Гражданската война в Русия (1918 – 1922).
Роден е на 21 януари 1885 г. в град Пишпек, Семиреченска област, Туркестански край (днес Бишкек, столицата на Киргизия).
Участва в Първата руска революция (1905). От началото на 1917 г. организира милицията в Минск, председател е на изпълкома на Съвета на селските депутати на Минска и Виленска губернии, редактор на „Крестьянская газета“ и болшевишката „Звезда“ и др. Участва в Октомврийската революция от 1917 г.
Проявява се като талантлив военачалник по време на Гражданската война на територията на бившата Руска империя. Командва части, съединения и обединения на Червената армия (РККА). От април 1924 е едновременно началник-щаб на РККА (началник на Генералния щаб) и началник на Военната академия (бившата Академия на Генералния щаб.
Автор и ръководител на реорганизацията на РККА. Народен комисар по военните и морските въпроси на СССР и председател на Революционния военен съвет на РККА (25 януари 1925 – 31 октомври 1925). Кандидат-член на Политбюро на ВКП (б) (2 юни 1924 – 31 октомври 1925).
Умира на 31 октомври 1925 г. в Москва при операция от язва на стомаха. Веднага след смъртта на Фрунзе из Москва се разпространяват слухове, че той е бил убит по заповед на Троцки, когото Фрунзе заменя като народен комисар по военните въпроси и чийто противник е Фрунзе приживе. Друга теория е, че е убит по нареждане от Сталин, който много настоявал за извършването на операцията. Самият Фрунзе пише на съпругата си София Алексеевна в Ялта: „Все още съм в болницата. В събота ще има нова консултация. Страхувам се, че операцията ще бъде отказана.”. Михаил Василиевич пише на съпругата си, че е доволен от това решение и се надява, че лекарите „веднъж завинаги ще разгледат добре какво има и ще се опитат да начертаят истинско лечение“.
Погребан е на 3 ноември 1925 г. в Москва на Червения площад близо до стената на Кремъл.

## Памет
В негова чест е наименувана общовойсковата Военна академия в Москва (на руски език:Общевойсковая академия имени М. В. Фрунзе).
В чест на Михаил Фрунзе са наречени също:
- Фрунзе – столицата на Киргизка ССР (от 1926 до 1991 г., сега Бишкек)
- Фрунзе – град Фрунзе, Молдавска ССР,
- Фрунзе – селище от градски тип в Славяносръбски район, Луганска област, Украинска ССР
- Фрунзе – селище от градски тип във Фрунзенски район, Ошка област, Киргизстан
- Фрунзе – връх (н.м. 5790 м) на хребета Зулумарт, Северен Памир, Таджикистан
- Централна аерогара М. В. Фрунзе (първото летище в Москва)
- метростанция Фрунзеска в метрото в Москва
- Фрунзик Мкртчян